# Rose Blanche-Harbour Le Cou
Rose Blanche-Harbour Le Cou är en ort i Kanada.   Den ligger i provinsen Newfoundland och Labrador, i den östra delen av landet, 1 300 km öster om huvudstaden Ottawa. Rose Blanche-Harbour Le Cou ligger 35 meter över havet och antalet invånare är 457.
Terrängen runt Rose Blanche-Harbour Le Cou är kuperad åt nordväst, men söderut är den platt. Havet är nära Rose Blanche-Harbour Le Cou åt sydost. Trakten är glest befolkad. 